# Thorectes distinctus
Thorectes distinctus är en skalbaggsart som beskrevs av Sylvain Auguste de Marseul 1878. Thorectes distinctus ingår i släktet Thorectes och familjen tordyvlar. Inga underarter finns listade i Catalogue of Life.